# Ronald (Washington)
Ronald is een plaats (census-designated place) in de Amerikaanse staat Washington, en valt bestuurlijk gezien onder Kittitas County.

## Demografie
Bij de volkstelling in 2000 werd het aantal inwoners vastgesteld op 265.

## Geografie
Volgens het United States Census Bureau beslaat de plaats een oppervlakte van
2,1 km², geheel bestaande uit land. Ronald ligt op ongeveer 716 m boven zeeniveau.

## Plaatsen in de nabije omgeving
De onderstaande figuur toont nabijgelegen plaatsen in een straal van 36 km rond Ronald.